# Real Time Streaming Protocol
RTSP ou Real Time Streaming Protocol (protocole de streaming temps-réel) est un protocole de communication de niveau applicatif (niveau 7 du modèle OSI) destiné aux systèmes de streaming média. Il permet de contrôler un serveur de média à distance, offrant des fonctionnalités typiques d'un lecteur vidéo telles que « lecture » et « pause », et permettant un accès en fonction de la position temporelle.
RTSP ne transporte pas les données elles-mêmes et doit être associé à un protocole de transport comme RTP ou RDT de RealNetworks pour cette tâche.
RTSP a été développé par l'IETF et publié en 1998 en tant que RFC 2326.